# Orlovac (Nova Rača)
Orlovac is een plaats in de gemeente Nova Rača in de Kroatische provincie Bjelovar-Bilogora. De plaats telt 260 inwoners (2001).